# 97-я стрелковая дивизия (1-го формирования)
97-я стрелковая дивизия (97-я сд) — воинское соединение в РККА Вооружённых Сил СССР до и во время Великой Отечественной войне.

## История
Сформирована в первой половине 1936 года в Киевском военном округе как кадровая дивизия для полевого заполнения Летичевского укреплённого района.
В 1936 году по призыву Политуправления округа в стахановское движение включаются соединения и части округа. Звание стахановца присваивалось подразделениям, частям и соединениям, которые отлично изучили боевую технику, берегли военное имущество, экономили горючие и смазочные материалы.
За большие успехи, достигнутые в освоении боевой техники, Совет Народных Комиссаров СССР наградил орденом Красной Звезды начальника политического отдела 97-й сд Б. П. Веберса.
1937 год
1 января управление дивизии в г. Жмеринка. Численность дивизии 6560 чел.
1938 год
1 января управление дивизии в г. Жмеринка. Численность дивизии 6560 чел.
В 1938 году совместно с 7 стрелковыми дивизиями занимающими УРы переведена на организацию общей штатной численностью 7405 человек.
26 июля Главный Военный совет Красной Армии Киевский военный округ преобразовал в Киевский Особый военный округ (далее КОВО) и создал в округе армейские группы. 97-я сд, входившая в состав 17-го стрелкового корпуса, вошла в состав Винницкой армейской группы.
20 сентября для оказания помощи Чехословакии войска Винницкой армейской группы по директиве народного комиссара обороны К. Е. Ворошилова приводятся в боевую готовность и выводятся к государственной границе СССР. В состав группы вошёл и 17-й стрелковый корпус (72-я стрелковая дивизия, 96-я стрелковая дивизия и 97-я стрелковая дивизия). Подготовка к действиям должна была закончиться до 23 сентября.
Войска армейской группы находились в боевой готовности вблизи государственной границы СССР до октября. После захвата Германией Судетской области Чехословакии боевая готовность была отменена.
1939 год
15 мая управление дивизии в г. Жмеринка Винницкой области. Численность дивизии 6500 чел. Дивизия входила в состав 17-го ск Винницкой армейской группы Киевского ОВО.
В 1939 г. 97-я сд занимала Летичевский укреплённый район (далее УР), командиру дивизии подчинялись подразделения района.
С 1 августа по 1 декабря командование Красной Армии планировало провести в Летичевском УР следующие мероприятия: перевести 97-ю сд в Старо-Константиновский УР, перевести 39-й отдельный пулемётный батальон в Каменец-Подольский УР, сформировать: управление УРа, управление начальника инженеров, 6-ю, 12-ю и 21-ю отдельные пулемётные роты, три конных взвода, 186-ю отдельную роту связи, 164-ю отдельную сапёрную роту, оставить в укрепрайоне из состава 97-й сд дополнительный кадр отдельного пулемётного батальона численностью в 32 человека и шесть отдельных взводов канонирной артиллерии.
1 сентября началась Вторая мировая война.
4 сентября. Численность дивизии 8750 чел.
В сентябре 1939 году дивизия принимает участие в «Освободительном походе» на Западную Украину (Восточную Польшу) в составе 17 стрелкового корпуса 6-й армии Украинского фронта.
16 сентября управление Винницкой армейской группы переименовано в управление Волочиской армейской группы. Волочиская армейская группа вошла в состав Украинского фронта.
17 сентября
В 4.00 штурмовая группа пограничников и красноармейцев захватила Волочиский пограничный мост.
В 4.30 войска 17-го стрелкового корпуса нанесли артиллерийский удар по огневым точкам и опорным пунктам противника.
В 5.00 передовые и штурмовые отряды 17-го ск и пограничных войск НКВД перешли границу и разгромили польскую пограничную охрану.
В 5.00 войска 17-го ск приступили к форсированию р. Збруч, используя захваченный мост и наводя мостовые переправы.
С 5.00 до 8.00 96-я и 97-я сд и 38-я лтбр и 10-я ттбр 17-го ск форсировав р. Збруч, сломили незначительное сопротивление польских пограничников в глубине обороны.
Около 8.00 войска 17-го ск перестроились из боевого порядка в походные колонны и двинулись в сторону г. Тарнополя.
18.09.1939 г. участвовала в очистке Тарнополя от польского сопротивления.
20 сентября
9.00. Львов. Продолжились переговоры между командованием советской 24-й легкотанковой бригады и представителями командования германской горно-пехотной дивизии об урегулировании конфликтов в г. Львове.
16.20. Львов. 2-му кк, командир корпуса комдив Ф. Я. Костенко, были подчинены из 17-го ск 38-я лтбр, 10-я ттбр и сводный отряд 96-й и 97-й сд. По приказу командования в войсках началась подготовка к штурму г. Львова, намеченного на 9.00 21 сентября.
21 сентября
00.00. Львов.
Советские войска занимали позиции вокруг города, одновременно готовясь к атаке города, назначенной на 9.00: 14-я кд должна была атаковать город с севера и северо-востока, сводный отряд 96-й и 97-й сд 17-го ск с 38-й лтбр — с востока; 5-я кд вместе с 10-й ттбр — с юго-востока, а 3-я кд — с юга и юго-запада.
24 сентября Волочиская армейская группа переименована в Восточную армейскую группу.
25 сентября
Командующий войсками группы комкор Голиков Ф. И. с рассветом отдал приказ войскам армейской группы возобновить движение на запад. Быстроходные лёгкие танки БТ и кавалерия 3, 5 и 14-й кавалерийских дивизий и быстроходные лёгкие танки БТ 24-й лтбр 2-го кк вступили в м. Жолкев. 96-я сд и 97-я сд 17-го ск достигли района Янов (Ивано-Франково), Добростаны.
В течение дня германские и советские войска сделали переход на запад с реке Сан, примерно, в 20 километров.
27 сентября. 2-й кк продолжил движение в направлении Любачув, Рудка, войска 17-го ск вошли в м. Яворов (45 км западнее г. Львов).
В течение дня германские и советские войска сделали переход на запад с реке Сан, примерно, в 20 километров.
28 сентября. Войска 17-го ск вошли в м. Любачув.
Восточная армейская группа переименована в 6-ю армию.
2 октября. Дивизия находилась в составе 17-го ск 6-й армии Украинского фронта.
17 октября. Дивизия находилась в составе 17-го ск 6-й армии Украинского фронта. Численность дивизии 14000 чел.,
1940 г.: Переводится в Карелию и входит в состав 23 стрелкового корпуса, а затем в 15 стрелковый корпус. Участвует в штурме Карельского перешейка. По окончании «Зимней войны» переводится в КОВО.
Дислокация и задача дивизии: Местом дислокации дивизии стала западная часть Львовского выступа. Задачей дивизии было прикрытие участка демаркационной линии с Германией между Перемышлем и Рава-Русской. Поле боя — Львовский выступ. Июнь 1941-го
Боевая подготовка в 1940 г.: Летом 1940 г. соединения корпуса вели активную боевую подготовку, участвуя в нескольких учениях под руководством штаба округа. Штаб дивизии был оценён как самый передовой в РККА и был награждён переходящим призом Генерального Штаба. За организацию боевой и политической подготовки и выучку войск командир дивизии генерал-майор Шерстюк И. Г. награждён орденом Красного Знамени.
С апреля 1941 года содержалась по штату 4\100
В действующей армии с 22.06.1941 по 27.12.1941.
С 20.05.1941 получала приписной состав в количестве 1900 человек.
16.06.1941 — 18.06.1941 года дивизия снята с полигонов и направлена к границе.
На 22.06.1941 года дивизия дислоцировалась в Ярославе, северо-западнее Яворова, к 18-00 держала оборону на рубеже Младув, Опака, Бихале, Лазы.
23.06.1941 оборонялась на рубеже Младув, Хотынец, к 10-00 отошла 69-м стрелковым полком в лес юго-западнее Немирова, восточная окраина Грушува, остальными частями удерживала Липовец, Нагачев, Божа Воля, Краковец. В этот день войска противника вклинились в оборону советских войск и прорвали фронт между 97-й стрелковой дивизией и 159-й стрелковой дивизией, к вечеру 23.06.1941 года разрыв составлял уже 40 километров. 24 июня 1941 из оперативной сводки штаба 6 Армии № 2 к 8:00 о боевых действиях 97 СД удерживает рубеж Пшеязд, Дрогомысль, Коханувка, Вулька Расновска. Штаб дивизии находится юго-восточней окраины ур. Комарник. Штаб корпуса у Яворува. Дивизии, совместно с 3-й кавалерийской дивизией и частями 4-го мехкорпуса 25.06.1941 года была поставлена задача восстановить положение коротким ударом во фланг немецких частей, наступающих вдоль шоссе на Яворов и выйти на рубеж Дрогомысль, Свидница, Мораньце, соединившись с частями корпуса, оборонявшимся в Рава-Русском укреплённом районе. Однако, контрудар не удался, дивизия была дезорганизована и деморализована, отмечалось массовое дезертирство. В районе местечка Краковец (восточнее Яворова) оборона дивизии была опрокинута, которая к 16.00 начала неорганизованный отход, к 17.30 дивизия лишились своей артиллерии под ударами корректировавшейся с самолёта артиллерии немцев. Части дивизии начали отход по шоссе на восток, оставляя тяжёлое оружие. Частично попала в окружение, дезорганизованно выходила из него. 26.06.1941 года остатки дивизии сосредоточивалась в районе Стажиска, шоссе и лес южнее, где приводила себя в порядок. К утру 28.06.1941 года дивизия отошла до участка высота 316, южная окраина Лозина, высота 337, 350, восточный берег Яновски Став, Страдч. На 29.06.1941 года состояние дивизии определялось как: «97-я стрелковая дивизия понесла значительные потери, потеряла руководящий командный состав и требует вывода в тыл для пополнения», на 30.06.1941 находилась восточнее Янув на подступах к Львову.
09.07.1941 года выведена из боёв и направлена в Белую Церковь на доукомплектование.
16.07.1941, не закончив доукомплектование до двадцатых чисел июля отражает удары войск противника между Фастовым и Белой Церковью. 24.07.1941 года переходит в наступление на Белую Церковь, 25.07.1941 под контратакой была вынужден отойти к Днепру на 30 километров от занимаемых ранее позиций. С 26 по 28.07.1941 года вновь подвергается массированному удару, отходит ещё ближе к Днепру, на Ржищевский плацдарм.
Обороняла Каневский плацдарм, после оставления которого переброшена под Черкассы.
5.8.41 в 13.40 получила приказ нанося удар левым флангом в направлении Македоны, Корытище, атаковать противника и к исходу дня овладеть рубежом Горобиевка, (иск.) Поток, имея целью в дальнейшем наступать в направлении Корытище, м. Кагарлык. Граница справа — Очеретяно, Пии; слева — (иск.) м. Поток, Грушево (Командный пункт). Общая глубина операции до Звенигородка по оси удара подвижной группы 100—120 км; для 6 ск — 40 км; 97 и 159 сд — до м. Кагарлык — 30 км. Темп операции — в среднем 50 км в сутки для подвижной группы, 20 км для 6 ск и 15 км для 97 и 169 сд.
14.08.1941 отведена в армейский резерв, а 20.08.1941 года снята с передовой, и передана в 38-ю армию для усиления Черкасского направления, где также находилась в резерве, доукомплектовывалась и пополнялась, 25.08.1941 ведёт бои на острове Кролевец на Днепре, затем вновь передана в состав 26-й армии
Почти полностью уничтожена в окружении в Киевском котле в сентябре 1941 года.
Расформирована официально 27.12.1941 года.

## Полное название
97-я стрелковая дивизия

## Состав
- 69-й стрелковый полк
- 136-й стрелковый полк
- 233-й стрелковый полк
- 41-й артиллерийский полк
- 98-й гаубичный артиллерийский полк
- 87-й отдельный истребительно-противотанковый дивизион
- 104-й отдельный зенитный артиллерийский дивизион
- 66-й разведбат
- 32-й сапёрный батальон
- 47-й отдельный батальон связи
- 41-й медико-санитарный батальон
- 39-й автотранспортный батальон
- 68-я отдельная рота химический защиты
- 51-й полевой автохлебозавод
- 223-я полевая почтовая станция
- 402-я полевая касса Госбанка

## Укомплектованность на 22.06.1941
- личный состав — 10500 человек
- винтовки — 7754
- самозарядные винтовки — 3540
- пистолеты-пулемёты — 401
- ручные пулемёты — 437
- станковые пулемёты — 174
- 45-мм противотанковые орудия — 58
- 76-мм пушки — 37
- 122-мм гаубицы — 37
- 152-мм гаубицы — 12
- миномёты — 151
- автомашины — 143
- тракторы — 78
- лошади — 2535

## Подчинение
| Дата            | Фронт (округ)      | Армия      | Корпус                | Примечания |
| --------------- | ------------------ | ---------- | --------------------- | ---------- |
| 22.06.1941 года | Юго-Западный фронт | 6-я армия  | 6-й стрелковый корпус | -          |
| 01.07.1941 года | Юго-Западный фронт | 6-я армия  | 6-й стрелковый корпус | -          |
| 10.07.1941 года | Юго-Западный фронт | 6-я армия  | 6-й стрелковый корпус | -          |
| 01.08.1941 года | Юго-Западный фронт | 6-я армия  | 6-й стрелковый корпус | -          |
| 01.09.1941 года | Юго-Западный фронт | 38-я армия | -                     | -          |

## Командование дивизии

### Командиры
- Саблин, Юрий Владимирович (февраль 1936 — 25.09.1936), комдив
- Катков, Александр Васильевич (08.08.1937 — октябрь 1938)
- Коваленко Л. Ф. (? — 23.10.1938)
- Шерстюк, Гавриил Игнатьевич (ноябрь 1938 — январь 1941), полковник, с 04.06.1940 — генерал-майор.
- Захаров, Никита Михайлович (15.01.1941 — 27.06.1941), полковник.
- Мальцев, Фёдор Васильевич (01.07.1941 — 27.12.1941), полковник
- Дерунов, Василий Иванович (1902—1941), военный комиссар.

### Начальники штаба
- Соколовский, Василий Павлович (1937—1938)

## Отличившиеся воины дивизии
Звания Героя Советского Союза присвоены Указом Президиума Верховного Совета СССР от 7 апреля 1940 года за образцовое выполнение боевых заданий командования на фронте борьбы с финской белогвардейщиной и проявленные при этом доблесть и мужество.
| Награда | Ф. И. О.                             | Должность                                                        | Звание           | Дата награждения |
| ------- | ------------------------------------ | ---------------------------------------------------------------- | ---------------- | ---------------- |
|         | Арасланов, Гафиатулла Шагимарданович | башенный стрелок танка танковой роты 136 стрелкового полка       | младший комвзвод | 07.04.1940       |
|         | Артемьев, Иван Тимофеевич            | пулемётчик 69 стрелкового полка                                  | красноармеец     | 07.04.1940       |
|         | Богатырь, Пётр Устинович             | политический руководитель стрелковой роты 136 стрелкового полка  | младший политрук | 07.04.1940       |
|         | Егоров, Спиридон Михайлович          | командир роты 69 стрелкового полка                               | лейтенант        | 07.04.1940       |
|         | Зинин, Андрей Филиппович             | командир взвода 377 танкового батальона                          | младший командир | 07.04.1940       |
|         | Климов, Илья Иванович                | командир роты 69 стрелкового полка                               | лейтенант        | 07.04.1940       |
|         | Липаткин, Фёдор Акимович             | и. о. командира разведывательной роты 136 стрелкового полка      | красноармеец     | 07.04.1940       |
|         | Полянский, Степан Иванович           | командир 1 стрелкового батальона 233 стрелкового полка           | лейтенант        | 07.04.1940       |
|         | Словнов, Александр Иванович          | командир роты 69 стрелкового полка                               | лейтенант        | 07.04.1940       |
|         | Черников, Михаил Васильевич          | ответственный секретарь партийного бюро 233-го стрелкового полка | политрук         | 07.04.1940       |
|         | Чернышёв, Александр Кондратьевич     | старшина роты 233-го стрелкового полка                           | старшина         | 07.04.1940       |